# Leviantella
Leviantella is een geslacht van kreeftachtigen uit de klasse van de Ostracoda (mosselkreeftjes).

## Soort
- Leviantella longa Schornikov & Mikhailova, 1990